# Сподахи
Сподахи́ — село в Україні, у Немирівській міській громаді Вінницького району Вінницької області. Населення становить 787 осіб.

## Історія
До 7 березня 1923 року Сподахи — село Рубанської волості Брацлавського повіту Подільської губернії.
З 7 березня 1923 року стало частиною Обіднянського району Вінницької округи.
З 17 червня 1925 року після розформування Обіднянського району перейшло до складу Немирівського району.
У Чеколапівці в 1927—1928 рр. створено колгосп ім. Жовтня. Садиба колгоспу і контора знаходились на околиці села неподалік від залізничної станції Фердинандівка. Під час т. зв. «хлібозаготівлі» померло дуже багато людей, додали біди і німецько-радянська війна, молодь масово повиїжджала у Вінницю. У 1957 році Чеколапівку приєднали до Сподахів.
Відповідно до Розпорядження Кабінету Міністрів України від 12 червня 2020 року № 707-р «Про визначення адміністративних центрів та затвердження територій територіальних громад Вінницької області» село Монастирок увійшло до складу Немирівської міської громади.
19 липня 2020 року, в результаті адміністративно-територіальної реформи та ліквідації Немирівського району, село увійшло до складу Вінницького району.